# Anastassija Sergejewna Jegorowa
Anastassija Sergejewna Jegorowa (russisch Анастасия Сергеевна Егорова, englisch Anastasiia Egorova; * 13. Juli 1994 in Murmansk) ist eine russische Biathletin. Sie ist dreifache Siegerin im IBU-Cup.

## Sportliche Laufbahn
Anastassija Jegorowa gab ihr internationales Debüt bei der Winteruniversiade 2017 in Almaty, wo sie hinter Galina Wischnewskaja und Jana Bondar die Bronzemedaille im Sprint gewann. Ebenfalls nahm sie an den Sommerbiathlonweltmeisterschaften teil, ohne allerdings unter die besten Zehn zu kommen. Ihr Debüt im IBU-Cup gab die Russin im März 2018 in Uwat und wurde auf Anhieb Siebte des Einzels, schon bei der nächsten Station in Chanty-Mansijsk gelangen ihr in Sprint und Verfolgung die ersten Podestplätze, da sie jeweils Zweite wurde. Kurz zuvor krönte sie sich außerdem im Marathonrennen über 30 Kilometer zur russischen Meisterin. Die folgenden Jahre verbrachte Jegorowa ausschließlich auf nationaler Ebene, erst im Winter 2020/21 startete sie wieder im IBU-Cup. Nachdem sie im Verfolger von Osrblie bereits einmal Dritte geworden war, fuhr die Russin am selben Ort mit der Staffel und im Sprint sofort ihre ersten beiden Siege auf der zweithöchsten Rennebene ein. Zwei weitere Podestplatzierungen sowie einen erneuten Sprintsieg, diesmal zeitgleich mit Emilie Ågheim Kalkenberg, folgten im März 2021 in Obertilliach, trotzdem bekam sie keinen Einsatz im Weltcup. Der Winter 2021/22 verlief hingegen überhaupt nicht erfolgreich, Jegorowa erzielte lediglich zwei zehnte Plätze, davon einmal im Einzel der Europameisterschaften. Anfang 2022 siegte sie erneut bei den russischen Meisterschaften im Marathon und ließ eine Silbermedaille folgen, zwei weitere Silbermedaillen ergatterte sie im Jahr darauf.
Durch den Ausschluss russischer Athleten geht Jegorowa seit Ende 2022 beim Commonwealth Cup an den Start, wurde aber als einzige Starterin der Region Murmansk keiner Trainingsgruppe zugeteilt und ist somit nicht Teil der Nationalmannschaft. Nach einer Saison ohne Top-6-Platzierungen erzielte sie ihr erstes Podest auf dieser Ebene im Dezember 2023 beim Großen Massenstart von Ufa hinter Wiktorija Sliwko, dieselbe Saison schloss sie als 15. des Endklassements ab. Ähnlich verlief der Winter 2024/25; Jegorowa belegte Platz 17 in der Gesamtwertung und erreichte als Bestergebnis Platz sechs im Massenstart von Chanty-Mansijsk. Bei den russischen Meisterschaften gewann sie, ebenfalls im Massenstart, die Silbermedaille.

## Persönliches
Jegorowa studierte an der Staatlichen Technischen Universität in Murmansk.

## Statistiken

### IBU-Cup-Siege
| Nr. | Datum         | Ort          | Disziplin |
| --- | ------------- | ------------ | --------- |
| 1.  | 18. Feb. 2021 | Osrblie      | Staffel 1 |
| 2.  | 20. Feb. 2021 | Osrblie      | Sprint    |
| 3.  | 12. März 2021 | Obertilliach | Sprint    |